# Battaglia di Pontorson
La battaglia di Pontorson è stata una battaglia della prima guerra di Vandea combattuta il 18 novembre 1793 a Pontorson durante la Virée de Galerne.

## La battaglia
Dopo la sconfitta nell'assedio di Granville, l'esercito vandeano guidato da Henri de La Rochejaquelein nella ritirata tornò sui suoi passi, ma vennero fermati a Pontorson dai 4 000 uomini del generale Auguste Tribout. Tuttavia i vandeani erano in superiorità numerica e sconfissero senza troppa difficoltà l'esercito repubblicano, lo sconfitto Tribout scrisse nel suo rapporto che "era stato messo un po' in rotta" e ripiegò a Dinan